# She's a Woman
«She's a Woman» es una canción del grupo de rock The Beatles. Fue presentada como lado B de «I Feel Fine» el 27 de noviembre de 1964, siendo este su último sencillo de dicho año. Alcanzó la posición n.º 4 en el Billboard Hot 100.

## Composición
La canción, compuesta por Paul McCartney (aunque acreditada a la unión compositiva Lennon/McCartney), fue su intento de imitar el estilo vocal de Little Richard. Es por eso que la canción alcanza un registro tan alto, incluso para el alcance de tenor de McCartney. Algunas tomas de la canción (especialmente en grabaciones de conciertos en vivo) incluyen una interpretación final más larga. La frase «turn me on» («me pone loco») fue como se citó que Lennon había dicho: «tan entusiasmado de decir 'turn me on' — ya sabes, sobre la marihuana y todo eso... usándolo simplemente como una expresión».  
La estructura de la canción es bastante simple, con una melodía que es llevada mayormente por la voz de McCartney. Su bajo y el piano de fondo producen una contramelodía, en conjunción con las guitarras de Lennon y Harrison poniendo énfasis en los tiempos 2 y 4 de cada compás.

## Personal
- Paul McCartney – voz, bajo (Höfner 500/1 63´), piano (Steinway Vertegrand Upright Piano).
- John Lennon – guitarra rítmica (Rickenbacker 325c64).
- George Harrison – guitarra líder (Gretsch Tennessean).
- Ringo Starr – batería (Ludwig Super Classic), Chocalho
- George Martin – productor
- Norman Smith – ingeniero

Personal por Ian MacDonald

## Posición en las listas
| Año  | País           | Lista             | Posición | Semanas n.º 1 | Semanas en lista |
| ---- | -------------- | ----------------- | -------- | ------------- | ---------------- |
| 1964 | Estados Unidos | Billboard Hot 100 | 4        | —             | 9                |
| 1964 | Estados Unidos | Record World      | 7        | —             |                  |
| 1964 | Estados Unidos | Cash Box          | 8        | —             |                  |